# Оппед
Оппе́д (фр. Oppède) — коммуна во французском департаменте Воклюз региона Прованс — Альпы — Лазурный Берег. Относится к кантону Бонньё. 

## Географическое положение

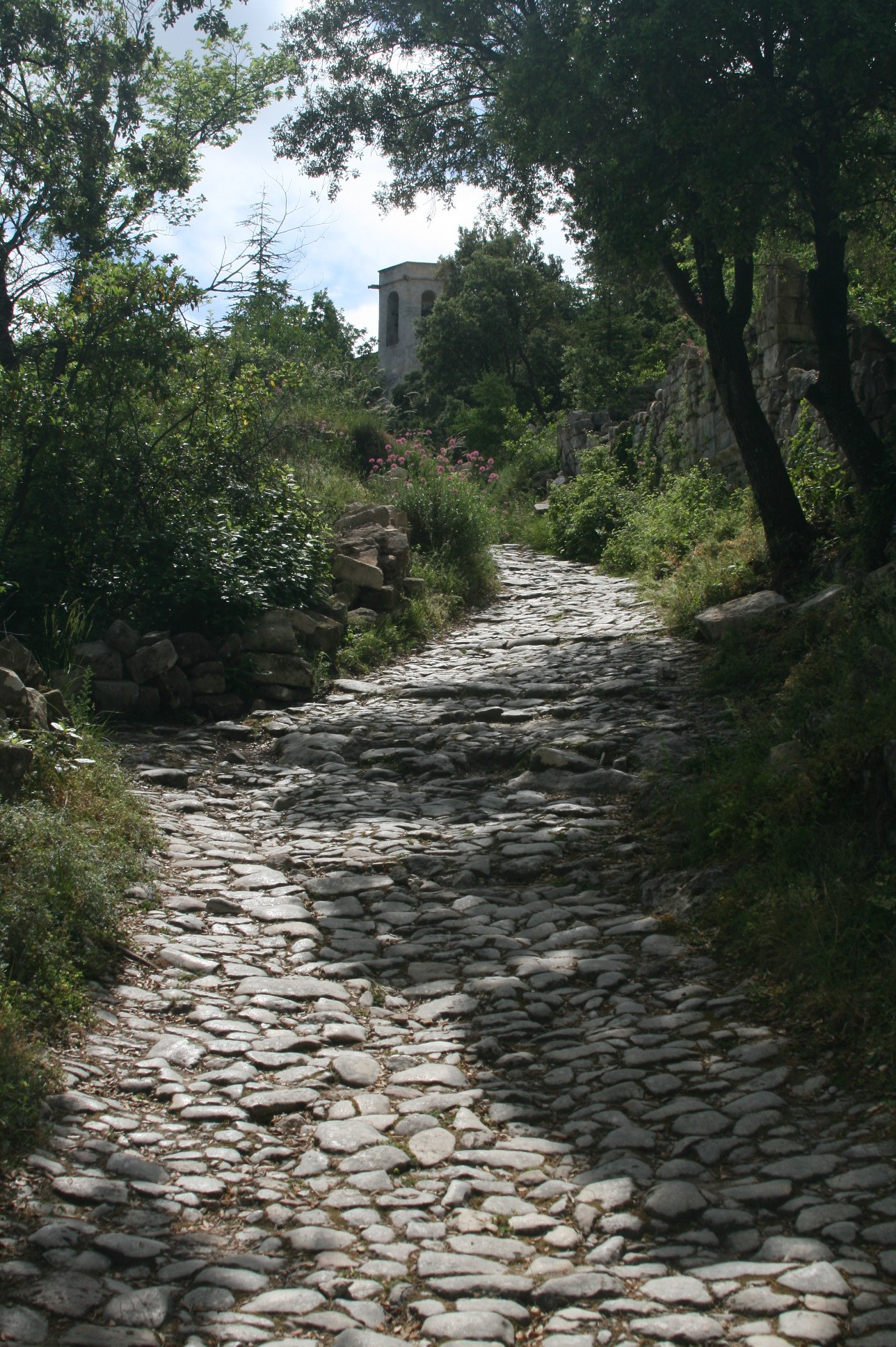
Мостовая дорога в Нотр-Дам д’Аледон.

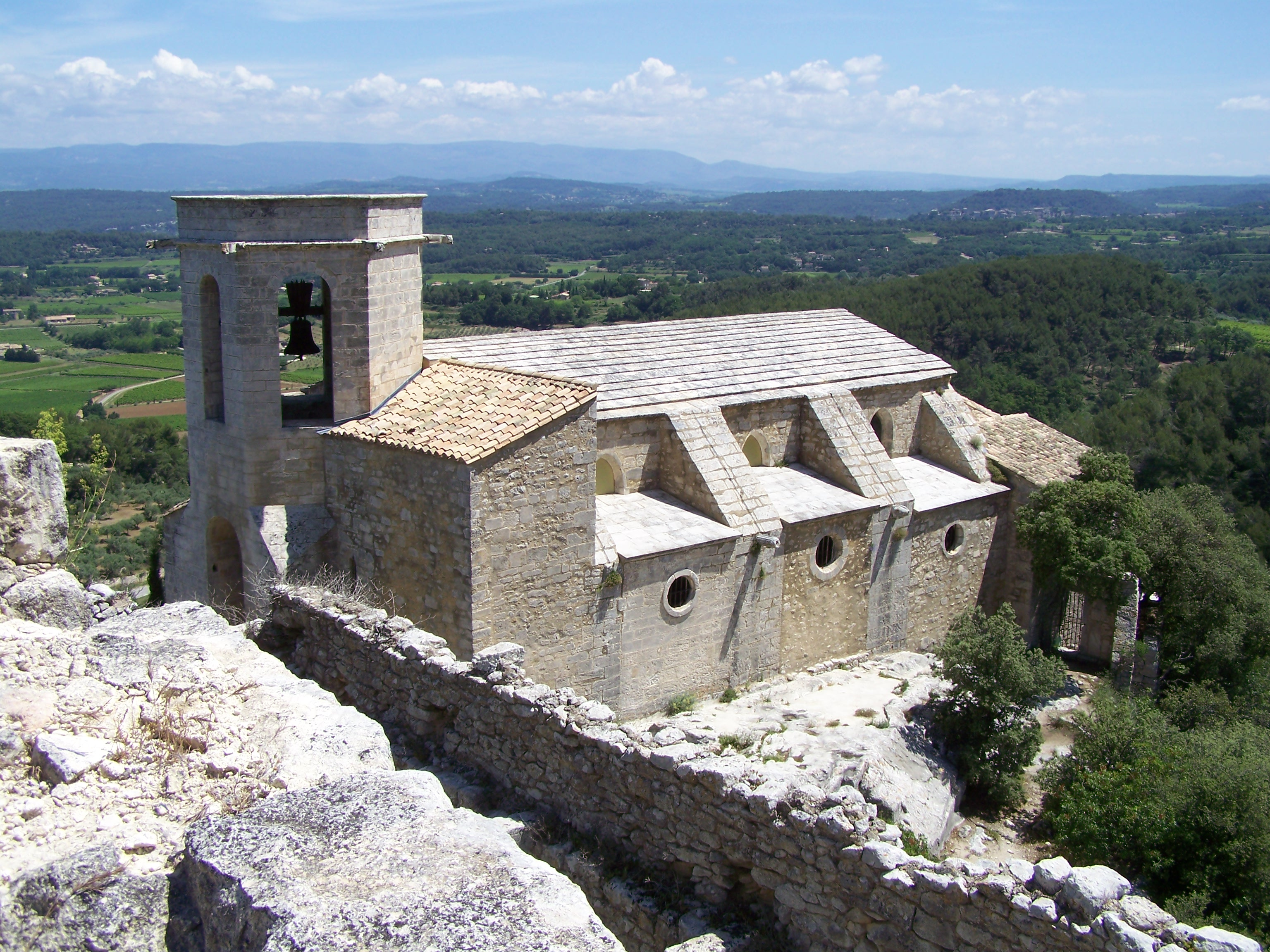
Нотр-Дам д’Аледон.

Оппед расположен в 31 км к востоку от Авиньона. Соседние коммуны: Кабрьер-д'Авиньон на севере, Сен-Панталеон, Бометт и Гу на северо-востоке, Менерб на юго-востоке, Мобек и Робьон на западе.

### Гидрография
Оппед пересекают две реки: Кулон и Валадас. Кроме этого, на северной окраине коммуны в Кулон впадает Сенанколь.

## Демография
Население коммуны на 2010 год составляло 1359 человек.
| 1962 | 1968 | 1975 | 1982 | 1990 | 1999 | 2010 |
| ---- | ---- | ---- | ---- | ---- | ---- | ---- |
| 867  | 902  | 907  | 1015 | 1127 | 1224 | 1359 |